# Апулия
Апу́лия (от др.-греч. Ἀπουλία; итал. Puglia [ˈpuʎːa], неап. Pùglia, тарант. Pugghie, франкопров. Poulye) — область на юго-востоке Италии.
Административный центр — город Бари.

## Физико-географическая характеристика
Апулия — самая восточная область Италии: мыс Отранто близ города Отранто на полуострове Салентина находится примерно в 80 км от берегов Албании — это самая восточная точка страны.
Область омывается Адриатическим и Ионическим морями и имеет самую длинную береговую линию среди континентальных областей. Сухопутные границы области проходят приблизительно по рекам Форторе и Брадано с притоками.
Область граничит на северо-западе с Молизе, на западе с Кампанией и Базиликатой, и омывается Адриатическим морем на востоке и севере и Ионическим морем на юге.
Ландшафт — равнинный на 53,3 %, на 45,3 % холмистый и только 1,5 % занимают горы, что делает область наименее гористой в Италии. Самые высокие горы — Монти-Дауни, или, иначе, Субаппенино-Дауно, с вершинами Корнаккья — 1152 м и Монте-Кальво высотой 1055 м.

## История
В Древнем Риме область была традиционным производителем хлеба. Древние греки называли её Япигия (Иапигия, др.-греч. Ἰαπιγία) в честь сына Дедала — Япига или племени япигов. Славилась хорошими лугами, плодородными землями и шерстяными изделиями. По преданиям, местными жителями области были мессапы (другие названия — япиги, салентины) и апулы (другие названия — авзоны, педикулы), племена, вероятно, иллирийского происхождения, в XI—X веках до н. э. переселившиеся на территорию Апулии с северного побережья Адриатического моря. Позднее здесь появились давны, откуда пошло поэтическое название Апулии — Давния. Римляне считали жителей области суеверными и гостеприимными. Города — Луцерия, Венузия, Канузий, Асколи-Сатриано, Арпы, Сипонт, Гердония и Теан Апулийский, а также порты — Брундизий, Тарент, Бари и Гидрунт — основаны греками. Самая большая река — Ауфид (ныне Офанто). Через Апулию проходили Аппиева и Траянова дороги. Во Второй Пунической войне Апулия перешла на сторону Ганнибала, разбившего здесь при Каннах римлян. При Диоклетиане Апулия была преобразована в провинцию.

## Административное деление
Область Апулия включает 5 провинций и 1 метрополитенский город:
| Провинции и метрополитенский город | Число коммун | Население (чел.) 2020 | Площадь (км²) |
| ---------------------------------- | ------------ | --------------------- | ------------- |
| Бари                               | 41           | 1 222 818             | 3821          |
| Барлетта-Андрия-Трани              | 10           | 382 685               | 1543          |
| Бриндизи                           | 20           | 382 250               | 1840          |
| Фоджа                              | 61           | 601 419               | 6965          |
| Лечче                              | 96           | 777 507               | 2759          |
| Таранто                            | 29           | 560 048               | 2430          |
| Всего                              | 257          | 3 926 931             | 19 358        |

Кроме того, область делится на историко-географические регионы Саленто, Гаргано, Терра-ди-Бари, Тавольере-делла-Апулия, Арко-Иконико-Тарантино и Субаппенино-Дауно, не совпадающими с границами провинций.

## Экономика
ВВП Апулии составляет 4,6 % от ВВП Италии — около €69 млрд (чуть менее €17 тыс. на душу населения).
Апулии принадлежит 1-е место среди областей Италии по виноделию, а также по сбору олив и производству оливкового масла (около 40 % общенациональной продукции); Апулия даёт 65 % льняного семени, 22 % табака.
В промышленности занято 27 % экономически активного населения.
Кроме традиционных отраслей, связанных с переработкой аграрной продукции, получили развитие нефтепереработка (Бари, Бриндизи), нефтехимия (крупный шинный завод в Бари), металлургия (Таранто), сельскохозяйственное машиностроение, швейная и текстильная отрасли промышленности. В Таранто (2-й по значению военно-морской порт Италии) имеются судоверфи и арсенал.

## Археология, палеоантропология, палеогенетика
- В Апулии найдены кремнёвые орудия возрастом 1,7 млн лет[3][4].
- Два зуба из известняковой пещеры Гротта-дель-Кавалло[нем.] в коммуне Нардо (провинция Лечче), обнаруженные в слое с орудиями культуры улуццо в 1964 году, датируются возрастом 43—45 тысяч лет назад[5].
- У эпиграветтского образца Le Mura 1 из пещеры Гротта делле Мура (Grotta delle Mura, 17 320—16 910 лет до настоящего времени) определили митохондриальную гаплогруппу U2'3'4'7'8'9 и Y-хромосомную гаплогруппу I2a1a1-CTS595[6][7].
- У даунийцев из Северной Апулии (Ordona, 1157—275 лет до н. э.) определили Y-хромосомные гаплогруппы R1b-M269, R1b-P312, R1b-DF27, R1b-U152>L2, J2b-M241, J2b2-L283, I2d-Z2093/Y3670, I2d-M223 и митохондриальные гаплогруппы I5a2+16086C, U8b1b1, U5b1, U5a1, H1e, H1+16189!, T2e[8].
- У средневекового образца SGR001 (San Giovanni Rotondo, 1285 ± 23 л. н., 670—774 гг.) определили митохондриальную гаплогруппу U3a и Y-хромосомную гаплогруппу I1-M253. У средневекового образца SGR002 (San Giovanni Rotondo, 2451 ± 22 л. н., 415—591 гг.) определили митохондриальную гаплогруппу U5b1d1 и Y-хромосомную гаплогруппу R1b-M269[8].